# Сучавская кампания Тимоша Хмельницкого
Суча́вская кампа́ния (рум. Războiul pentru tronul Moldovei din 1653) — военные действия в 1653 году на территории Молдавии и Валахии казацко-молдавского войска Тимоша Хмельницкого и Василе Лупу против валашского правителя Матея Басараба и претендента на молдавский престол Георгия Стефана.

## История похода

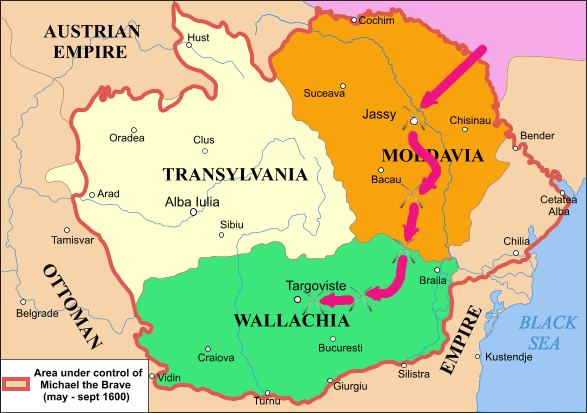
Поход Тимоша Хмельницкого в Валахию в мае 1653 года.

Правителю Трансильвании Дьёрдю Ракоци, мечтавшему о престоле Польши, нужен был преданный человек на престоле Молдавии, и он нашел его в лице боярина Георгия Стефана. В 1653 году он вошел в Молдову и сверг с престол Василия Лупу, который бежал в Каменец-Подольский. Лупу попросил помощи у Богдана Хмельницкого, и в апреле казаки и татары под предводительством Тимоша Хмельницкого, сына богдана и зятя Лупу, вошли на земли Молдавии, чтобы вернуть престол Лупу.
После пересечения Прута было разгромлено валашско-трансильванское войско, и Тимош ступил а столицу Молдовы Яссы. Георгий Стефан бежал в Валахию, а Василе Лупу начал свое второе правление. Это продлилось всего несколько месяцев, поскольку новый правитель решил использовать имевшуюся в его распоряжении казацко-татарскую армию для начала экспедиции по захвату Георгия Стефана.
Последовала серия сражений при Текуче, Фокшанах и на реке Тележине, в которых армия Василе Лупу вышла победителем, обратив в бегство горные отряды, посланные Матеем Басарабом для поддержки Стефана. В результате продвижения Лупу все глубже и глубже на территорию Валахии Матей Басараб решает дать решающий бой Василе Лупу. Это произошло возле села Финта. Битва закончилась тяжелым поражением Лупу, потерявшего на поле боя 7000 солдат и 2000 попавших в плен. После Финты последовала контратака Георгия Стефана, который в двух сражениях выходит победителем и продвигается к Сучаве, куда вынуждены были отступить казаки и их молдавские союзники.
22 августа Стефан прибывает под стены Сучавы и начинает её осаду. Со временем положение осажденных становилось все более трудным, попытка побега Тимоша Хмельницкого 10-12 сентября не увенчалась успехом. Он был ранен в ногу осколком от разорвавшегося ядра и скончался от гангрены. Потеряв с ним последнюю надежду продержаться до прихода подкреплений с Украины и в результате истощения ресурсов цитадели 9 октября осаждающие сдали крепость новому правителю Георгию Стефану. Казацкое войско оставило крепость на условиях почётной капитуляции.
После окончания осады Георгий Стефан, Матей Басараб и Ракоци ускорили переговоры с Польшей о совместных действиях против Богдана Хмельницкого.
Кампания имела большое значение для Войска Запорожского, показав его ощутимое влияние на международную политику и мощный военный потенциал молодой державы. В то же время крайне неблагоприятная геополитическая ситуация и пассивная позиция господаря Василия Лупу не позволили Богдану Хмельницкому включить Молдавию в сферу своего влияния. Поражение означало также расстройство династических планов Хмельницького.
После опустошительного похода в Валахию и смерти Матвея Басараба сеймены при поддержке домобранцов подняли восстание, коренным образом изменившее политическую ситуацию в Дунайских княжествах в последующие столетия.